# American Dreams in China
Trung Quốc hiệp hỏa nhân (Tiếng Trung Quốc: 中国合伙人, Hán-Việt: Trung Quốc hiệp hỏa nhân, Tiếng Anh: American Dreams in China) hay Đối tác Trung Quốc, là một bộ phim điện ảnh thuộc thể loại hài chính kịch của Trung Quốc ra mắt năm 2013 do Trần Khả Tân làm đạo diễn kiêm đồng sản xuất, với sự tham gia của các diễn viên gồm Huỳnh Hiểu Minh, Đặng Siêu, Đồng Đại Vi và Đỗ Quyên.

## Tóm tắt nội dung
Đối tác Trung Quốc lấy bối cảnh Trung Quốc từ năm 1980 cho đến những năm đầu thế kỉ 21. Ba người bạn thân là Thành Đông Thanh (Huỳnh Hiểu Minh diễn), Mạnh Hiểu Tuấn (Đặng Siêu diễn) và Vương Dương (Đồng Đại Vi diễn) sau khi tốt nghiệp Đại học Yên Kinh (nguyên mẫu là Đại học Bắc Kinh) với ước mơ thay đổi vận mệnh đã cùng nhau mở trường đào tạo Anh ngữ. Ba người đại diện cho ba tính cách khác nhau: tiến bộ, bảo thủ, trung lập, nhưng giấc mơ Mỹ đã trói buộc họ lại với nhau.

## Diễn viên
| Diễn viên       | Vai diễn         | Mô tả |
| Huỳnh Hiểu Minh | Thành Đông Thanh | Xuất thân nông thôn, hai lần thi trượt đại học. Đến lần thứ ba, anh mới được nhận vào Đại học Yên Kinh. Sau khi tốt nghiệp, Thành Đông Thanh xin đến Mỹ nghiên cứu chuyên sâu nhưng ba lần đều bị từ chối. Sau cùng, anh ở lại trường đại học giảng dạy, nhưng vì bí mật dạy thêm nên bị đuổi việc. |
| Đặng Siêu       | Mạnh Hiểu Tuấn   | Mạnh Hiểu Tuấn sinh ra trong một gia đình trí thức, Bố và Ông nội đều từng đến Mỹ du học và về nước cống hiến. Sau khi tốt nghiệp đại học, anh xin được visa đến Mỹ thực hiện ước mơ. Nhưng giấc mơ Mỹ của anh càng ngày càng trở nên mơ hồ. Sau cùng, Mạnh Hiểu Tuấn về nước, cùng Thành Đông Thanh và Vương Dương thành lập trường đào tạo Anh ngữ. Nhưng vì tư tưởng khác biệt, trong quá trình làm việc chung, anh và Thành Đông Thanh dần nảy sinh nhiều mâu thuẫn. |
| Đồng Đại Vi     | Vương Dương      | Là thanh niên lãng mạn, yêu thích văn học, từng có mong ước trở thành nhà thơ. Sau khi tốt nghiệp đại học, anh xin được Visa đến Mỹ nhưng đã từ bỏ vì tình yêu. Vương Dương đóng vai trò là người điều hòa mối quan hệ giữa Mạnh Hiểu Tuấn và Thành Đông Thanh. |
| Đỗ Quyên        | Tô Mai           | Mối tình đầu của Thành Đông Thanh, sau này vì sang Mỹ nên chia tay với Thành Đông Thanh. |

## Sản xuất
Bộ phim lấy cảm hứng từ quá trình sáng lập trường Đông Phương, nhân vật do Huỳnh Hiểu Minh, Đặng Siêu, Đồng Đại Vi thủ vai lấy nguyên mẫu từ những người sáng lập trường Đông Phương là Du Mẫn Hồng, Từ Tiểu Bình, Vương Cường. Đạo diễn Trần Khả Tân cho biết, tuy bộ phim lấy nguyên mẫu từ ba nhân vật trên, nhưng nhiều tình tiết không hoàn toàn là câu chuyện của họ.
Tháng 9 năm 2012, "Đối tác Trung Quốc" khởi quay tại New York, Bắc Kinh và Thiên Tân. Ngày 11 tháng 10 năm 2012, bộ phim đóng máy.

## Nhạc phim
Bài hát chủ đề: "Câu chuyện thời gian" do Huỳnh Hiểu Minh, Đặng Siêu, Đồng Đại Vi hợp ca